# Сима Лукин Лазић
Сима Лазић Лукин (Босански Брод, 15. август 1863 — Рајић, Славонија, 19. јул 1904) био је српски публициста, новинар и књижевник.

## Биографија
Сима Лазић Лукин родио се у трговачкој породици, у Бијељини. Због антитурске делатности отац му је пребегао у Србију, а мајка га је као одојче пренела тамо. Лазић је завршио основну школу у Шапцу, а у Београду 1876. године окончао трећи разред гимназије. Од младости ватрени родољуб, као младић се пријављује у добровољце у српско-турском рату, али је одбијен због болести. Гимназију није завршио, те је живео као глумац у путујућим дружинама. Од 1886. до 1889. године глумио је у Српском народном позоришту у Новом Саду. Живео је у Београду и Загребу, објављујући новинске текстове, национално-политичке чланке, популарно историјске, књижевне, хумористичко-сатиричне, памфлетске и друге радове у стиховима и прози. Сарађивао је у многим листовима и часописима.
У Београду је уређивао хумористички лист Бич, радио на "Одјеку" и писао родољубиве песме. Када је прешао у Загреб, прво је био сарадник па уређивао загребачки „Србобран“ (1891—1893), после „Врач погађач“ (1896—1904). После "септембарских изгреда" 1902. године у Загребу, прешао је у Нови Сад где је продужио уређивање "Врача погађача" и сарађивао у радикалској "Застави". Неуморни радник са пером у руци, наводно је 25.000 примерака својих књига раширио по српству.
Био је ожењен са књижевницом Зорком Милетић, синовицом Светозара Милетића.
Много је претрпео током свог кратког и бурног живота, због чега је био стално болешљив. На спроводу Јована Јовановића Змаја Симо је изговорио своју последњу песму посвећено покојнику. Умро је убрзо 19. јула 1904. године у Рајићу у Славонији, где је дошао у госте код брата Петра. У некрологу је истакнуто: "Покојни Симо био је сав Србин".
Водио је жустре полемике са франковачком штампом у Хрватској (која није имала научну вредност), написао је више историјских радова. Приказ књиге Дивљи човјек је објављен у дубровачком српском књижевном листу Срђ.
У књизи Кратка повјесница Срба од постања Српства до данас је навео нетачан податак, да су владика Василије Петровић и Свети Василије Острошки иста особа. Исто име двојице Василија и иста владичанска титула, уз мањак образовања аутора, резултирала је тврдњом да је цетињски митрополит Василије умро у Петрограду 1766., да би му тело Црногорци пренели на Острог, па се назива и Острошки. Књига је писана у родољубивом духу, за широке народне масе и завршава се овим речима: Ето тако је Српство превјекотило 10 хиљада година и преживило 100 хиљада злотвора својих. А преживиће их још толико, само - и прије свега - будимо вриједни и сложни.

## Одабрана дела
- „Српско-бугарски рат“, Сисак, 1885.
- „Срби у давнини“, Загреб, 1894.
- „Кратка повјесница Срба од постања Српства до данас“, објављивана 1894. у „Србобрану“ (издата као посебна књига у Загребу 1895)
- „Двије оскоруше, једна мени, друга њему“, Загреб, 1895.
- „Србин од Србина“, Загреб, 1895.
- „Дивљи човјек“, песме, Загреб, 1901.